# Banco de Isabel II
El Banco de Isabel II fue creado mediante Real Decreto el 25 de enero de 1844, como primer banco crediticio privado que, junto al Banco de San Fernando, inició el proceso de adecuación de la banca española a los cambios de la industrialización e implantación del modelo capitalista.
En teoría competía en régimen de igualdad con el otro banco oficial, pero destinó la mayor parte de sus esfuerzos hacia el sector privado, y en ese sentido se le conocía como una entidad financiera básica de la industria emergente. 
La entidad tenía un capital inicial de 100 millones de reales en acciones y los créditos los concedía bajo el paraguas de su propio capital. Otorgó generosos préstamos a empresas industriales y mineras, pero también a destacados miembros de la familia real como la madre de la reina Isabel II, María Cristina de Borbón y a su esposo, ambos muy dados a la especulación en empresas ferroviarias. También favoreció a los gobiernos moderados de Ramón María Narváez; compró acciones de otras entidades financieras francesas y británicas, así como de las propias empresas a las que concedía préstamos. Su vida fue relativamente corta al sufrir una gran concentración de riesgos en algunas operaciones crediticias con lo que, para salvarlo de la quiebra, el Ministro de Hacienda, Ramón de Santillán el 25 de febrero de 1847 lo fusionó al Banco de San Fernando, mucho más saneado por concentrar su actividad en las operaciones financieras del Estado, y pasó a llamarse Banco Español de San Fernando, hasta que transformó su nombre en Banco de España.